# Шалута
Шалу́та (бур. Шулуута — каменистое [место])— посёлок в Иволгинском районе Бурятии. Входит в сельское поселение «Иволгинское».

## География
Расположен на левом берегу реки Селенги в 18 км к югу от районного центра — села Иволгинск. В 7 км к юго-западу от посёлка, выше по течению Селенги, находится остановочный пункт Омулёвка на южной линии Восточно-Сибирской железной дороги Улан-Удэ — Наушки.

## Население
| 2002 | 2010 |
| ---- | ---- |
| 24   | ↗34  |